# Adesmia miraflorensis
Adesmia miraflorensis là một loài thực vật có hoa trong họ Đậu. Loài này được J.Remy miêu tả khoa học đầu tiên.